# Cornelia Catharina de Lange
Cornelia Catharina de Lange (24 de junio de 1871-28 de enero de 1950) fue una pediatra holandesa. El Síndrome de Cornelia de Lange fue nombrado así por ella.

## Biografía
Nació en Alkmaar, se graduó en la Universidad de Ámsterdam en 1897 y empezó su trabajo en medicina general. Sin embargo, debido a que la pediatría no existía como especialidad en los Países Bajos, De Lange se mudó a Suiza donde trabajó en el Hospital Infantil de Zúrich bajo la supervisión de Oskar Wyss. En la década de 1900 De Lange se convirtió en una aclamada especialista y consiguió un puesto en el Hospital Infantil de Ámsterdam. De Lange trabajó en todos los campos de la pediatría. Durante sus 50 años de ejercicio profesional observó y recopiló múltiples trastornos pediátricos. De Lange también se interesó en desórdenes congénitos y su relevancia pediátrica en la teoría de la genética humana desarrollada durante las décadas de 1920 y 1930. En 1933 De Lange describió lo que ella llamó "typus degenerativus Amstelodamensis" (degeneración tipo Ámsterdam) en dos niños, lo que se convirtió en el conocido Síndrome de Cornelia de Lange.